# Andrew Johns
Andrew Johns (* 23. September 1973 in Peterborough) ist ein ehemaliger britischer Triathlet. Er ist zweifacher Olympiastarter (2000, 2004) und zweifacher Triathlon-Europameister auf der Kurzdistanz (1998, 2000).

## Werdegang
Andrew Johns begann 1992 mit Triathlon und wurde 1998 im österreichischen Velden am Wörthersee Triathlon-Europameister auf der Kurzdistanz (1,5 km Schwimmen, 40 km Radfahren und 10 km Laufen).
2000 konnte er seinen Titel bei der Triathlon-Europameisterschaft erfolgreich verteidigen. Im selben Jahr startete er im September für Großbritannien beim erstmals im Rahmen der Olympischen Spiele in Sydney ausgetragenen Triathlon, konnte das Rennen aber nicht beenden.
2002 wurde er Dritter bei der ITU-Weltmeisterschaft und 2004 startete er wieder bei den Olympischen Spielen für das britische Team und belegte den 16. Rang.
2006 wurde er Dritter sowohl bei der Triathlon-Europameisterschaft als auch im September bei der Weltmeisterschaft auf der Kurzdistanz.
Im Februar 2007 wurde er Zweiter auf der Langdistanz beim Ironman Malaysia (3,86 km Schwimmen, 180,2 km Radfahren und 42,195 km Laufen) und im November Dritter bei den Ironman-70.3-World-Championships.
Er war Profisportler im Team TBB und wurde trainiert von Brett Sutton. 2008 erklärte er seine aktive Zeit für beendet.
„AJ“ lebt mit der ehemaligen dänischen Triathletin Lisbeth Kristensen (* 1972) und ihrer gemeinsamen Tochter in Leysin, in der Schweiz.

## Sportliche Erfolge
| Datum/Jahr    | Rang | Wettbewerb                           | Austragungsort | Zeit     | Bemerkung                                                                                        |
| ------------- | ---- | ------------------------------------ | -------------- | -------- | ------------------------------------------------------------------------------------------------ |
| 6. Apr. 2008  | 3    | BG Triathlon World Cup               | New Plymouth   | 01:48:16 |                                                                                                  |
| 19. Aug. 2007 | 2    | Triathlon de Genève                  | Genf           | 01:59:32 | hinter dem Sieger Maik Petzold (1,5 km Schwimmen, 40 km Radfahren und 10 km Laufen)              |
| 23. Juni 2006 | 3    | ETU Triathlon European Championships | Autun          | 01:57:29 | Triathlon-Europameisterschaft                                                                    |
| 16. Juli 2005 | 1    | ITU Triathlon Premium European Cup   | Rijssen-Holten | 01:49:43 |                                                                                                  |
| 26. Aug. 2004 | 16   | Olympische Spiele 2004               | Athen          | 01:54:15 |                                                                                                  |
| 27. Juli 2003 | 1    | ITU Triathlon World Cup              | Salford        | 01:53:50 | [ 4 ]                                                                                            |
| 9. Nov. 2002  | 3    | ITU Triathlon World Championships    | Cancún         | 01:51:17 | Dritter bei der Weltmeisterschaft auf der Kurzdistanz                                            |
| 23. Juni 2001 | 4    | ETU Triathlon European Championships | Karlsbad       | 02:04:56 | Europameisterschaft                                                                              |
| 16. Sep. 2000 | –    | Olympische Spiele 2000               | Sydney         | DNF      |                                                                                                  |
| 8. Juli 2000  | 1    | ETU Triathlon European Championships | Stein          | 01:54:31 | Triathlon-Europameister                                                                          |
| 9. Nov. 2002  | 14   | ITU Triathlon World Championships    | Perth          | 01:52:35 | Weltmeisterschaft auf der Kurzdistanz                                                            |
| 4. Juli 1998  | 1    | ETU Triathlon European Championships | Velden         | 01:51:09 | Triathlon-Europameister auf der Kurzdistanz (1,5 km Schwimmen, 40 km Radfahren und 10 km Laufen) |
| 15. Okt. 1995 | 4    | ITU Triathlon World Cup              | Sydney         | 01:49:30 |                                                                                                  |

| Datum/Jahr    | Rang | Wettbewerb                      | Austragungsort | Zeit     | Bemerkung                                         |
| ------------- | ---- | ------------------------------- | -------------- | -------- | ------------------------------------------------- |
| 10. Nov. 2007 | 3    | Ironman 70.3 World Championship | Clearwater     | 03:43:11 |                                                   |
| 5. Aug. 2007  | 2    | Antwerp Ironman 70.3            |                | 03:57:29 | [ 6 ]                                             |
| 28. Feb. 2007 | 2    | Ironman Malaysia                |                | 08:51:19 | zweiter Rang hinter dem Franzosen Xavier Le Floch |
| 2. Juli 2006  | 1    | Antwerp Ironman 70.3            |                |          |                                                   |

| Datum/Jahr   | Rang | Wettbewerb                 | Austragungsort | Zeit | Bemerkung |
| ------------ | ---- | -------------------------- | -------------- | ---- | --------- |
| 4. Juli 2004 | 3    | Xterra Italy Championships | Sardinien      |      |           |

(DNF – Did Not Finish)